# Święty Jakub z Compostelli walczy z Maurami
Święty Jakub z Compostelli walczy z Maurami – obraz włoskiego malarza barokowego Giovaniego Tiepola.
Obraz miał zostać namalowany dla klasztoru w Aranujuezie, dla którego Tiepolo miał namalować również cykl sześciu obrazów ołtarzowych. Według Anny Pallucchini malarz stworzył swoje dzieło dla ambasadora hiszpańskiego w Londynie, a namalowany został w Madrycie. Swoją hipotezę opierała na wzmiankach Pietra Gradeniego w Notatorii, gdzie wspomina o obrazie pt. Św. Jerzy. Praktycznie od początku obraz znajdował się w kolekcji Esterhazych i trafił do muzeum w Budapeszcie dzięki zapisom spadkowym.
Obraz przedstawia św. Jakuba na koniu, który był patronem Hiszpanii i Portugalii, oraz patronem walk z islamem. Scena rozgrywa się na dwóch planach, co było charakterystyczne dla twórczości Veronesa. Postać świętego została przedstawiona w kolorach srebrzystoperłowych, w typowy sposób dla postaci z obrazów ołtarzowych. To wrażenie potęguje ujęcie postaci w perspektywie sotto in su (z dołu do góry), co można zauważyć głównie w skrócie twarzy świętego oraz obserwując chorągiew falującą na tle nieba. Święty Jakub spogląda w niebo, a jednocześnie tnie szablą poganina. Aniołowie nad jego głową i aureola świętego nadaje bitwie rodzaj świętej wojny z błogosławieństwem niebios. W tle, na drugim planie, rozgrywa się właściwa scena walk z Maurami.